# Тевье-молочник (телеспектакль)
«Тевье-молочник» — двухсерийный телеспектакль режиссёра Сергея Евлахишвили по одноимённому циклу рассказов Шолом-Алейхема.
Телевизионная премьера состоялась 15 июля 1985 года.

## Сюжет
Тевье из Анатовки ведёт переписку с Шолом-Алейхемом, который собирается издавать книгу о жизни молочника. В переписке Тевье делится историями о своей бедняцкой жизни со своей огромной семьёй и делает всё возможное для счастья своих дочерей.

## В ролях
- Михаил Ульянов — Тевье-молочник
- Галина Волчек — Голда, жена Тевье
- Дочки Тевье:
  - Ольга Чиповская — Цейтл
  - Вера Сотникова — Хава
  - Ольга Тарасова — Годл
  - Марина Сахарова — Шпринца
  - Елена Тонунц — Бейлка
- Владимир Симонов — Перчик, муж Годл
- Сергей Маковецкий — Мотл, портной, муж Цейтл
- Юрий Васильев — Федька, писарь, муж Хавы
- Александр Котов — Арон, сын мадам Розы
- Борис Иванов — Лейзер-Волф
- Юрий Катин-Ярцев — Педоцур, муж Бейлки
- Олег Милявский — Эфраим
- Евгений Фёдоров — Менахем-Мендл
- Георгий Мельский — певец-бадхен
- Лейла Ашрафова — вдова Роза
- Альберт Буров — дядя Арона
- Михаил Дадыко — батюшка
- Екатерина Образцова — жена

### В эпизодах
- В. Васильева
- Н. Демичева
- Е. Милявская
- Л. Придворова
- Светлана Радченко
- В. Раецкая
- Е. Тюлина
- Александр Евлахишвили
- А. Зенин
- С. Кантур
- А. Котрелев

## Создатели спектакля
- Режиссёр-постановщик: Сергей Евлахишвили
- Оператор-постановщик: Борис Лазарев
- Художник-постановщик: Ольга Гончаренко
- Композитор: Николай Каретников
- Режиссёр: Елена Шмальц
- Операторы:
  - В. Попков
  - И. Хорев
- Художник по костюмам: Н. Литвина
- Художники по гриму:
  - Ю. Фомин
  - Т. Шишина
  - Н. Моисеева
- Тексты к народным песням:
  - Д. Муравьёв (псевдоним Дм. Кимельфельда)
  - М. Юрьев
- Балетмейстер: И. Слуцкер
- Оркестр Госкино СССР
  - Дирижёр: Эмин Хачатурян

## О спектакле
Какое-то время спустя наш режиссёр С. Евлахишвили, воспитанный шестидесятыми годами, решил экранизировать… «Тевье-молочника» Шолом-Алейхема. На главную роль он пригласил М. Ульянова. Но не тут-то было! Реакция начальства на идею вызвала у нас шок… На неё наложили запрет. Почему? В произведении ведь нет ничего антисоветского… с наивным видом удивлялись мы… Конечно, мы все понимали. Всё дело было в пятом пункте! Тут даже мои пробивные способности были бессильны. Тем более, что и у меня, как отмечали кадровики, была почему-то… нетипично русская фамилия… В дело вмешался Михаил Александрович Ульянов. Благодаря его авторитету, его общению с сильными мира сего нам разрешили работать. С.Евлахишвили поставил хороший телевизионный спектакль, который вышел в эфир, несмотря ни на что.— Е. Гальперина в статье «Шестидесятые годы  прошлого века. Я всё время ищу себя в том символическом времени»

Я взялся за эту роль по той простой причине, что мне бесконечно нравится материал. Это великая роль мудрого человека, который постигает жизнь во всех её трудностях, но, тем не менее, признает её и восхищается жизнью и благодарит господа бога. Не важно, в действительности француз, англичанин, еврей, удмурт или кто-либо другой. ЧЕЛОВЕК со всеми его прелестями, горестями, слабостями и силою. И вот про это спектакль был сделан Сергеем на телевидении.— Михаил Ульянов в документальном фильме «Сергей Евлахишвили на ТВ» на телеканале «Культура»

Работая над спектаклем, наш коллектив, конечно же советовался со знающими людьми по поводу разных подробностей, касающихся быта и этнографии, однако мы не ограничивали себя национальным колоритом, не сводили показ еврейской жизни к копированию жанровых сцен, отказались мы также от соблазнительного подшучивания и хохмачества, как иногда некоторые представляют себе шаржированный еврейский анекдот…— Михаил Ульянов в интервью журналу «Советиш геймланд»

## Отзывы
После фильма «Тевье-молочник», показанного по телевидению, я получил много, очень много писем. Одно из них было очень интересное. Оно заканчивалось словами: «Если Вы — еврей, то ясно. Если русский — непонятно». Так думали не только евреи. Один из наших актёров, узнав, что я взялся за роль Тевье, подошёл ко мне со словами: «Говорят, ты согласился сниматься в „Тевье-молочнике“. Ты подумай…». А что тут думать? Я же играю Ричарда III — англичанина, я играю Наполеона — француза, я играю Карамазова — русского и что, что я играю Тевье-молочника — еврея? Что от этого меняется? Ничего.— Михаил Ульянов в интервью журналу «Лехаим», 2001 год
Главы из книги В. Каверина «Литератор». Знамя, 1987, № 8

«И, наконец — „Тевье-молочник“. Тот „Тевье-молочник“, которого я недавно видел по телевидению, — очень хороший спектакль. Главную роль прекрасно играет М. А. Ульянов. Я бы сказал, что он играет с необыкновенным тактом, и тоже, как это сделал бы Михоэлс, играет прежде всего характер. Причем надо сказать, что это относится не только к Ульянову. Весь спектакль построен совершенно независимо от того, как он был построен Михоэлсом, а между тем производит он не меньшее впечатление. Ульянов не стремится, как это делал и Михоэлс, возбудить жалость к себе. Он играет именно так, как это бывает в жизни, — забываешь, что действие происходит много лет назад, в незнакомых тебе местах. Все кажется важным для тебя, и тебе дорого отсутствие навязчивости, она ведь могла бы (кажется, это самый простой путь) подчеркнуть те стороны отношений, которые убеждают нас, что они не выдуманы, а увидены, наблюдены. И „Тевье“ у Михоэлса был поставлен, я бы сказал, в каком-то другом темпе, более медлительном, неторопливом, но в обоих спектаклях заметно самое ценное прямодушие. Выдумка не кажется выдумкой, если она даже имеет место. Впрочем, это черта уже всего творчества Шолом-Алейхема.
Национальный колорит в спектакле Ульянова, так же, как и в спектакле Михоэлса. „Король Лир“ теряет честные признаки определённо. Спектакль этот человечен. В Ульянове, помимо всего прочего, восхищает ещё и разносторонность его таланта, свойство большого художника, характерное и для него, и для Михоэлса. Кого только не играл Михаил Ульянов! Я был поражен, увидев его в роли Тевье.
На старости лет я чувствую: как было бы хорошо снова услышать из уст Михоэлса речь Тевье-молочника. Но Ульянов дал мне полную компенсацию этого желания».

## Факты
- День премьеры телеспектакля на телевидении совпал с захоронением праха Анастасии Павловны Потоцкой-Михоэлс согласно её завещанию в могилу своего мужа, Соломона Михайловича. По воспоминаниям очевидцев, Лев Напельбаум у могилы произнёс: «Я не видел Михоэлса в роли Лира, но Тевье он сыграл гениально». На что некий посторонний спросил: «Ваше это мероприятие посвящено сегодняшнему показу по телевидению „Тевье-молочника“?»[3]